# Rykkinn
Rykkinn es una ciudad dormitorio en el noroeste del municipio de  Bærum con aproximadamente 10.000-15.000 habitantes. Se encuentra entre Kolsås y el área de Skui y Vøyenenga.
Rykkinn se compone principalmente de bloques de apartamentos y casas pequeñas. La mayor parte de los edificios y la infraestructura de Rykkinn fueron construidos en la década de 1970, debido a la creciente demanda de vivienda cerca de Oslo. Por tanto, la mezcla de casas y apartamentos puede ser vista como una parte de la ideología socialdemócrata que ha influido fuertemente a la sociedad noruega de ese momento: personas de diferentes clases fueron a vivir en paz, unos junto otros, en la nueva zona residencial. Tal vez por esta razón Rykkinn ha tenido un desarrollo más parecido al de los distritos orientales de Oslo, que es bastante diferente del de gran parte del municipio, por lo demás próspero.
Rykkinn también tiene un centro comercial, que anteriormente albergaba la instalación educativa para el comercio comercial más importante de Noruega: se trata del Kjøpmannsinstituttet.
Además, en Rykkinn se encuentra la sede nacional de baloncesto de Noruega y también tiene un equipo de baloncesto de la serie superior de baloncesto noruego llamado 3B/Bærums Verk.
Aquí nació Harald Eia, un cómico noruego que a menudo ha incluido referencias a Rykkinn en sus actuaciones, y aquí se crio Nikolaj Frobenius, un autor y guionista. Un libro de este último, Teori og Praksis, causó mucha controversia debido a las críticas que vertía contra Rykkinn y más tarde se ha enfrentado a los artículos negativos en el periódico local Budstikka. La película "Sønner av Norge" (Hijos de Noruega), dirigida por Jens Lien en 2011, se basa en dicho libro y se ambienta en Rykkinn.
- Datos: Q6517368
- Multimedia: Rykkinn / Q6517368